# Global Frequency (pilotní díl)
Global Frequency je pilotní díl nerealizovaného amerického sci-fi televizního seriálu. Vznikl v roce 2005 a natočil jej Nelson McCormick. Televizní snímek na motivy komiksových příběhů o tajné organizaci Global Frequency byl vyroben jako pilot pro seriál stanice The WB, která si však pořad nakonec neobjednala. Realizovaná epizoda, která nebyla nikdy odvysílána, je adaptací prvního čísla komiksové série Global Frequency.

## Příběh
Global Frequency je nezávislá a nelegální tajná agentura, která chrání světovou bezpečnost. Vede ji Miranda Zero, bývalá agentka NSA, se svou pravou rukou, komunikační dispečerkou Aleph. Nejnovějšími agenty organizace jsou bývalý policista Sean Flynn a introvertní vědkyně Kate Finch, kteří pracují v terénu.

## Obsazení
- Michelle Forbes jako Miranda Zero
- Aimee Garcia jako Aleph
- Josh Hopkins jako Sean Flynn
- Jenni Baird jako doktorka Katrina „Kate“ Finch
- Brian Jensen jako Richard Jenkins
- Bill Dow jako Oscar Cergeyev